# Romolo Calabrese

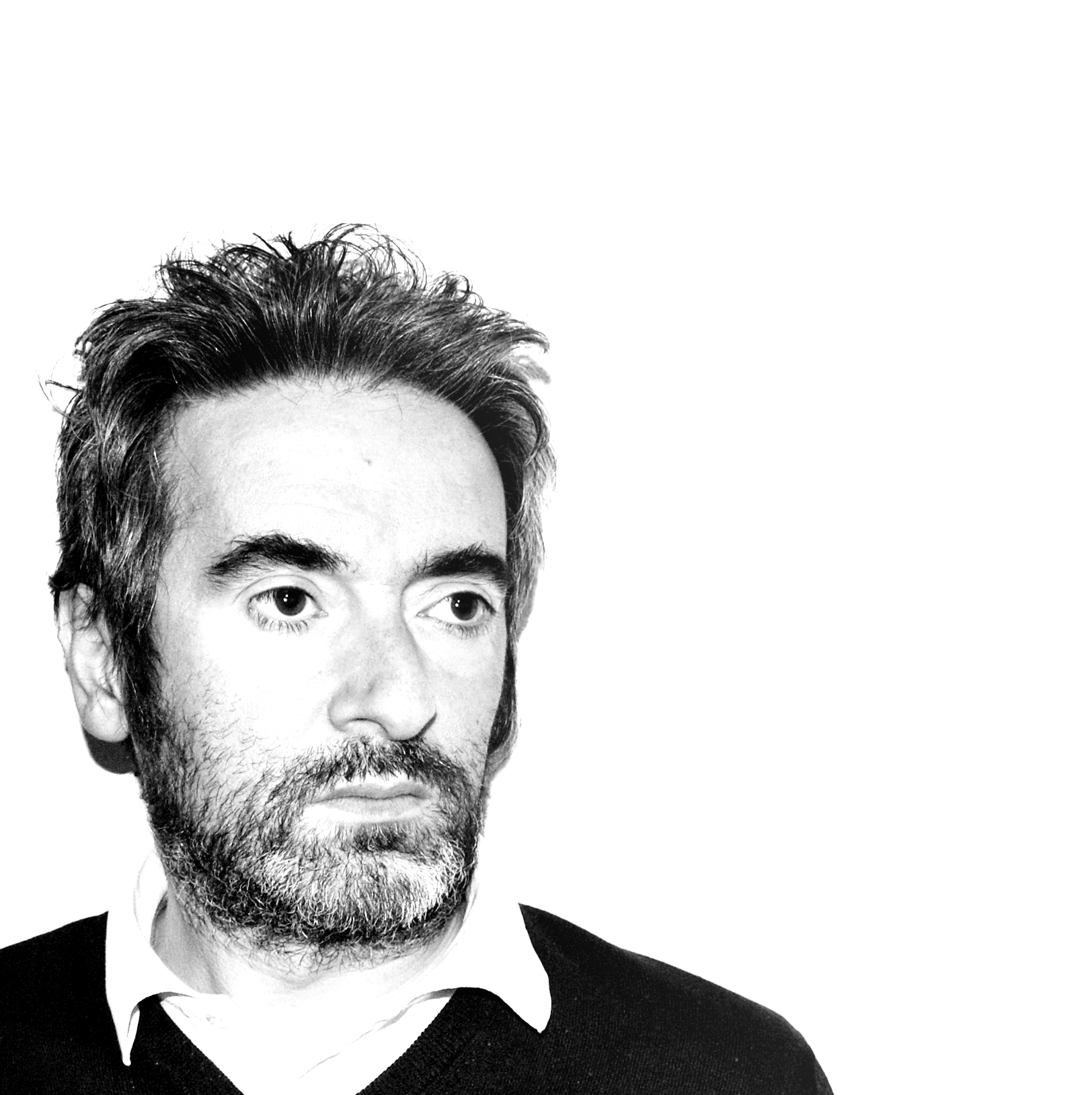
Romolo Calabrese 2014

Romolo Calabrese (Milano, 4 aprile 1966) è un architetto e editore italiano, attivo in campo nazionale e internazionale nella progettazione e nel dibattito teorico.

## Biografia
Nato a Milano, frequenta la facoltà di Architettura al Politecnico di Milano e si laurea nel 1998. Dal 1995 al 1997 la sua formazione avviene presso lo studio di Aldo Rossi, con cui collabora su svariati progetti.
Nel 1999 fonda RRC Studio Architetti a Milano e nel 2003 apre una seconda sede dello studio a Cap d'Ail, in Francia. La partecipazione a numerosi concorsi di architettura lo porta, nel 2007, a ottenere il primo premio per la costruzione di un isolato di "Viviendas y Oficinas" a Saragozza in Spagna, progetto previsto all'interno del piano di sviluppo urbano della città per l'Expo 2008.
Successivamente partecipa alla mostra Rizoma: "Biennale Giovani Architetti Italiani" diretta e organizzata da Level4Architecture nel 2008.
Nel 2012 ottiene il primo premio per la Nuova Scuola Media di Berlingo..
Fonda, nel 2011, STUDIO Architecture and Urbanism magazine diffuso a livello nazionale e internazionale.

## Progetti e opere

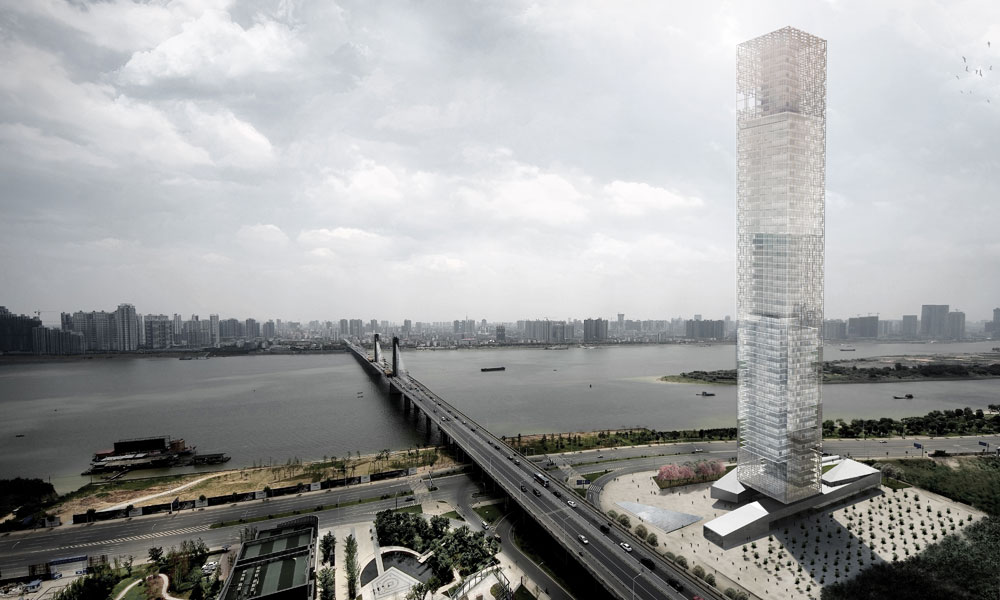
Xiang River Tower - Changsha

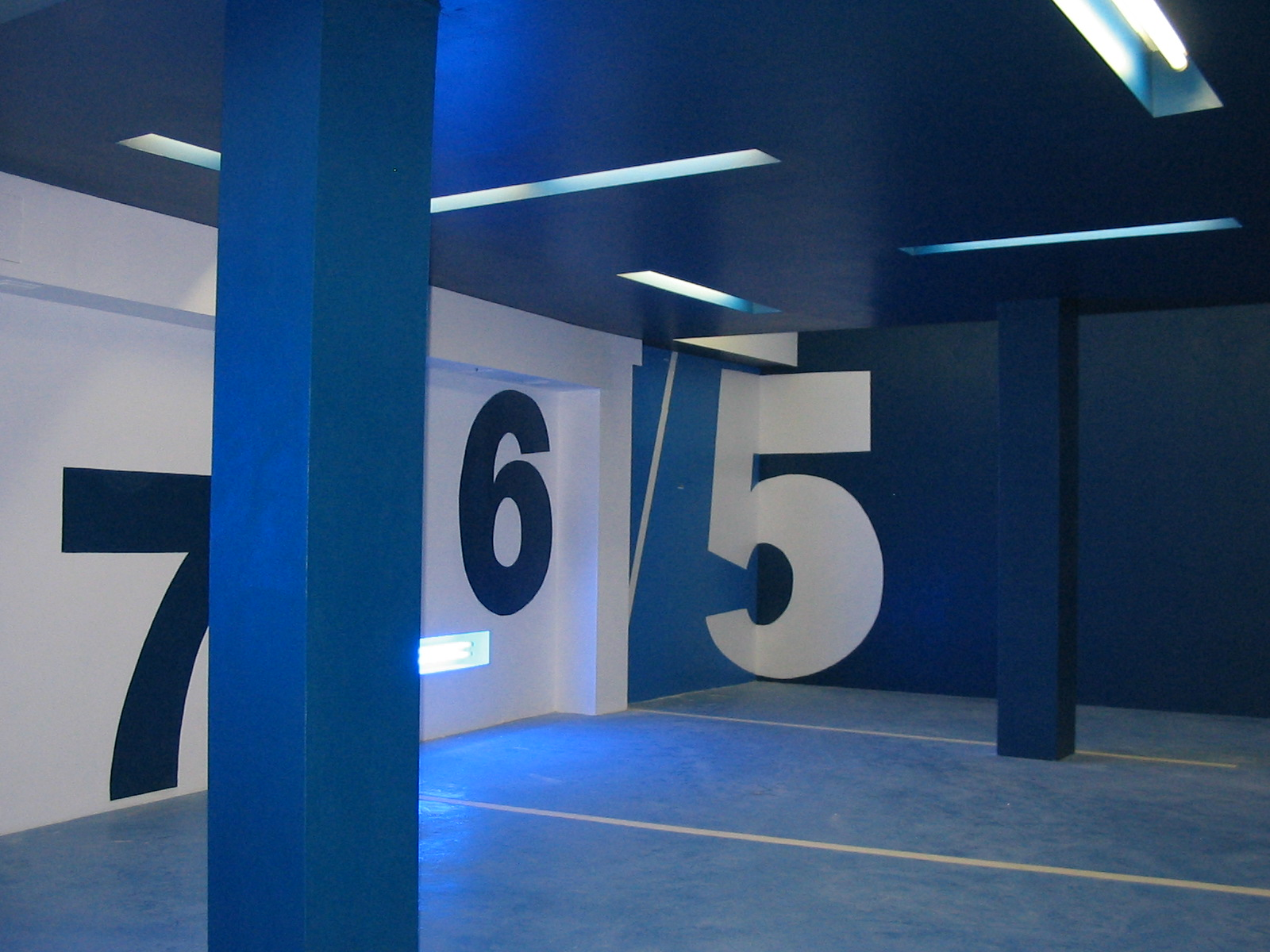
New garage - Milano

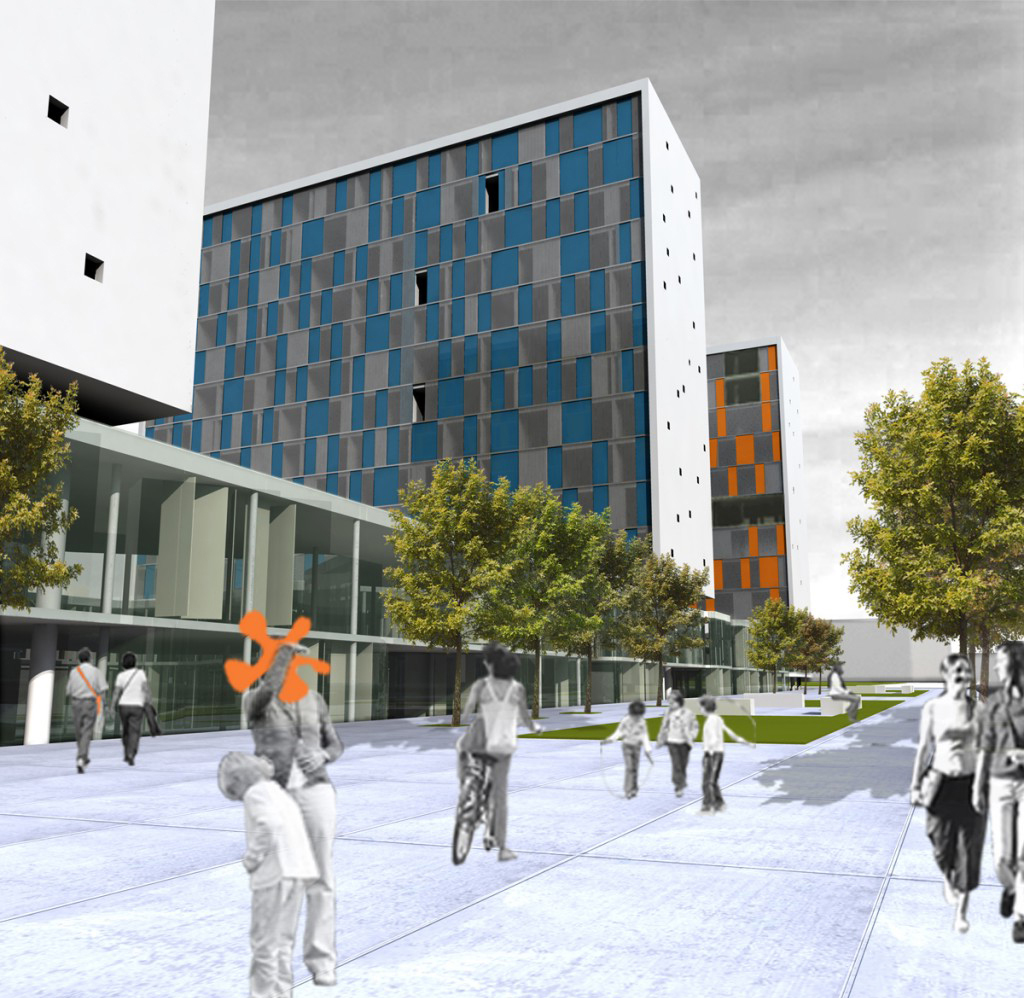
Residential Complex-Zaragoza-First-Prize

- 2014 Sviluppo nuova città, Al Dhakira, Qatar
- 2013 Edificio residenziale, Milano, Italia
- 2013 Isolato di edifici residenziali, Pudong Shanghai, Cina
- 2013 Scuola professionale, Riaz Friburgo, Svizzera
- 2013 Grattacielo terziario residenziale, Changsha, Cina
- 2013 Edicola monumentale, Milano, Italia
- 2012 Nuovo Tribunale, La Chaux de Fonds, Svizzera
- 2012 Complesso multifunzionale, Shanghai, Cina
- 2012 Sistemazione parco, Bonassola, Italia
- 2011 Edificio terziario Tortona, Milano, Italia
- 2011 Museo archeologico, Villaputzu, Italia
- 2011 Centro multifunzionale, Sappada, Italia
- 2011 Museo Serlachius ampliamento , Mantaa, Finlandia
- 2010 Casa privata OLV, Milano, Italia
- 2010 Nuova Scuola Media, Berlingo, Italia
- 2010 Edificio residenziale, Madrid, Spagna
- 2010 Scuola di musica e danza, Minorca, Spagna
- 2009 Isolato di edifici residenziali, Milano, Italia
- 2009 Isolato di edifici residenziali e terziari, Toledo, Spagna
- 2008 Masterplan Nordhavnen, Copenaghen, Danimarca
- 2008 Casa privata VLL, Milano, Italia
- 2008 Mercato municipale, Sanchinarro Madrid, Spagna
- 2008 Casa privata RDL, Milano, Italia
- 2007 Centro sportivo, Chiasso, Svizzera
- 2007 Isolato di edifici residenziali e terziari, Saragozza, Spagna
- 2007 Scuola professionale, Mezzana, Svizzera
- 2007 Casa privata VLD trasformazione, Levanto, Italia
- 2007 Garage interrato, Milano, Italia
- 2006 Villa privata BZZ, Cap d'Ail, Francia
- 2006 Centro sportivo, Balmaseda, Spagna
- 2006 Edificio uffici RVR, Milano, Italia
- 2006 Polo scolastico, San Mauro Torinese, Italia
- 2006 Garage privato, Milano, Italia
- 2006 Casa del custode, Cap d'Ail, Francia
- 2005 Polo scolastico, Monasterolo, Italia
- 2005 Parco piscina, Levanto, Italia
- 2005 Casa privata BNC, Milano, Italia

## STUDIO Architecture and Urbanism magazine
La pubblicazione periodica STUDIO Architecture and Urbanism magazine , edita e diretta da Calabrese, è a carattere monografico e tratta i temi dell'architettura e dell'urbanistica nella città contemporanea.
Scritta in inglese, contiene interviste con Franco Purini, Ma Yansong, fondatore dello studio di architettura Mad Office e Bernd Upmeyer, editore di Monu magazine.

Hanno scritto nella pubblicazione Vittorio Gregotti, Franco Purini, Alberto Campo Baeza, Bjarke Ingels Group, Sara Fanelli, Giacomo Costa (artista), Clet Abraham e altri.
La pubblicazione ha partecipato alla "Settimana della città" dell'Università degli Studi di Milano, alla mostra internazionale "Archizines" e all'incontro "Pagine Autorprodotte" organizzato dalla Fondazione dell'Ordine degli Architetti di Milano.

## Scritti
- Illegal Act, in Illegal, dicembre 2014
- From Political Ideologies to Market Ideologies, in Power, giugno 2014
- Dreiländereck, in Import Export, novembre 2013 article
- Transforming the Un-Changed, in Transformation, maggio 2013
- Entrez Lentement, in Original, Aprile 2012 article
- A forced resurrection/The news, in [from]Crisis[to], gennaio 2012